# Třída Álava
Třída Álava byla třída torpédoborců španělského námořnictva. Jednalo se o třetí skupinu torpédoborců třídy Churruca, která byla dostavěna po skončení druhé světové války. Některé prameny ji považují za podtřídu třídy Churruca. Celkem byly postaveny 2 jednotky této třídy. Ve službě byly v letech 1951–1982. V 60. letech prošly výraznou modernizací.

## Stavba
Dva torpédoborce třídy Álava byly postaveny španělskou loděnicí SECN v Cartageně. Objednány byly roku 1936 jako třetí skupina třídy Churruca. Práce na nich byly zahájeny roku 1939, brzy ale byly přerušeny, přičemž k založení kýlů obou torpédoborů došlo až roku 1944. Do služby byly přijaty roku 1951. V té době už byla jejich koncepce silně zastaralá.
Jednotky třídy Álava:
| Álava (D52, ex D23)   | 1944 | 1947 | 11. prosince 1951 | Vyřazen 1978. |
| Liniers (D51, ex D21) | 1944 | 1946 | 27. ledna 1951    | Vyřazen 1982. |

## Konstrukce
Výzbroj torpédoborců první skupiny tvořily čtyři 120mm kanóny, dva 37mm kanóny, tři 20mm kanóny, dva trojité 533mm torpédomety, dále dva vrhače a jeden spouštěč hlubinných pum. Pohonný systém tvořily čtyři kotle Yarrow a dvě sady turbín Parsons o výkonu 42 000 hp. Nejvyšší rychlost dosahovala 36 uzlů. Dosah byl 4500 námořních mil při rychlosti 14 uzlů.

### Modifikace

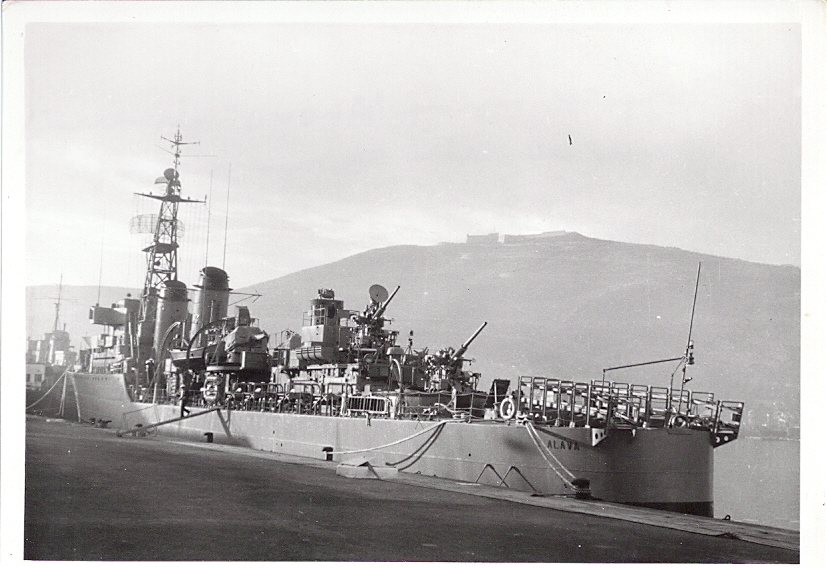
Álava (D52)

V letech 1960–1962 byla obě plavidla modernizována na protiponorkové torpédoborce. Dostala novou výzbroj a elektroniku. Lodě nesly hladinový vyhledávací radar MLA-1B, hladinový vyhledávací radar SG-6B, navigační radary Decca TM626, střelecký radar Mk.63 a trupový sonar SQS-30A. Novou výzbroj tvořily tři 76mm kanóny, tři 40mm kanóny, dva trojité 324mm torpédomety, dva salvové vrhače hlubinných pum Hedgehog, osm vrhačů a dva spouštěče hlubinných pum. Výkon pohonného systému klesl na 31 500 hp. Nejvyšší rychlost byla 29 uzlů.